# Die Geschichte der Indianer – 500 Nations
500 Nations ist ein US-amerikanischer Dokumentarfilm von 1994, dessen deutsche Fassung den Untertitel Die Geschichte der Indianer trägt. In acht Episoden erzählt er die Geschichte der amerikanischen Ureinwohner und fokussiert dabei den Untergang eines Großteils der Indianervölker im Zuge der Besiedelung Amerikas durch Einwanderer und weiße Siedler. Parallel zu dem Dokumentarfilm entstanden auch ein Sachbuch und ein Computerspiel mit dem Titel 500 Nations, der sich auf die Anzahl der indianischen Völker Nordamerikas bezieht.

## Inhalt
In den acht Episoden werden 22 Geschichten erzählt, beginnend mit der Besiedelung Mittel- und Nordamerikas durch die Anasazi, die Maya und die Azteken; über die Entdeckung der nordamerikanischen Ureinwohner durch Kolumbus; die Ausplünderung und Versklavung der Bewohner Südfloridas durch die Truppen Hernando de Sotos. Die Dokumentation endet mit dem Massaker von Wounded Knee, durch das der Widerstand der Sioux gegen die weißen Siedler gebrochen wurde; das Ende wird zu Beginn der ersten Episode auch vorweggenommen.
Eine Absicht des Films ist es, die Geschichtskenntnisse der US-Amerikaner zu korrigieren, indem er darauf hinweist, dass es schon vor der Ankunft von Christoph Kolumbus und der Pilgerväter Hochkulturen in Amerika gab.
In der Originalfassung der Serie fungieren Kevin Costner als Moderator und Gregory Harrison als Erzähler aus dem Off. Die Geschehnisse werden auch aus der Sicht von Indianern wiedergegeben, darunter Tantoo Cardinal, Graham Greene und Gordon Tootoosis. Mit Computeranimationen werden Kultur und Bauwerke der Indianer visualisiert, es werden Fotos, Landkarten und Aussagen historischer Persönlichkeiten inszeniert.

## Entstehung
Die Idee zu der Dokumentation hatte Kevin Costner während der Entstehung seines Kinofilms Der mit dem Wolf tanzt (1990). Dessen Erfolg war mit ursächlich dafür, dass Costner weitere Geldgeber fand, die den Dokumentarfilm mitproduzierten. Regie führte Jack Leustig, der für den Film von 1991 bis 1994 eine große Menge an Archivmaterial verarbeitete.
Die Dokumentation kostete 8 Millionen US-Dollar.

## Veröffentlichung
Die US-Erstausstrahlung erfolgte im April und Mai 1995 in vier Doppelepisoden beim Network CBS, beginnend am 20. April. Auf Deutsch war der Dokumentarfilm bereits im Vorjahr, nämlich ab dem 10. Oktober 1994 auf VHS erhältlich, und zwar in einer aus acht Videokassetten bestehenden, vom Verleih Odeon Video herausgegebenen Edition mit dem Titel Die Geschichte der Indianer – 500 Nations. Im Fernsehen begann der WDR mit der deutschsprachigen Erstausstrahlung der Episoden, und zwar am 2. Juli 1997 im Abendprogramm. Ab dem 6. Juli 1997 strahlte auch der Regionalsender B1 die Episoden aus.
Auf Englisch und auf Deutsch erschien der Dokumentarfilm 2004 auf DVD.

## Episoden
| Nr. | Deutscher Titel                                                                   | Originaltitel           | Erstausstrahlung USA | Deutschsprachige Erstausstrahlung (WDR u. evtl. a.) |
| --- | --------------------------------------------------------------------------------- | ----------------------- | -------------------- | --------------------------------------------------- |
| 1   | Maya, Mississippi-Indianer, Anasazi: Blüte der großen Kulturen                    | The Ancestors           | 20. Apr. 1995        | 2. Jul. 1997                                        |
| 2   | Aufstieg und Fall der Azteken                                                     | Mexico                  | 20. Apr. 1995        | 1997                                                |
| 3   | Zusammenprall zweier Welten: Enrique und Columbus                                 | Clash Of Cultures       | 21. Apr. 1995        | 1997                                                |
| 4   | Die Europäische Invasion: Häuptling Metacom führt Krieg                           | Invasion Of The Coast   | 21. Apr. 1995        | 1997                                                |
| 5   | Im Hexenkessel von Revolution und Bürgerkrieg: Überlebenskampf der Indianervölker | Cauldron Of War         | 27. Mai 1995         | 1997                                                |
| 6   | Häuptling Tecumseh: Der Traum vom eigenen Land der Indianer                       | Removal                 | 27. Mai 1995         | 1997                                                |
| 7   | Besiedlung des Westens: Mord und Vertreibung                                      | Roads Across The Plains | 28. Mai 1995         | 1997                                                |
| 8   | Geronimo und Chief Joseph: Verzweifelter Kampf um Freiheit                        | Attack On Culture       | 28. Mai 1995         | 1997                                                |

## Rezeption
Ein Teil der Kritiker fand lobende Worte für die Dokumentation. Der Autor des US-Magazins Variety zum Beispiel beurteilte die Regie als „großartig“ und prophezeite dem Werk einen „Achtungserfolg“. Howard Rosenberg sah das in der Los Angeles Times ähnlich und unterstrich, dass der Film durch die zahlreichen, in die Kamera sprechenden Indianer an Authentizität gewinne. Kritiker lobten die Dokumentation für ihre Computeranimationen, durch die sich die Zuschauer in die Welt der Indianer versetzen könnten. Die Kritikerin des Tagesspiegels etwa nannte sie „sensationell“, der Kommentator der TAZ beurteilte sie als „verblüffend“.
Als problematisch befanden Kritiker die im Film zum Ausdruck kommende Absicht, die Wahrheit über die Geschichte der Indianer zu zeigen. Der Autor der Zeitung Baltimore Sun etwa kritisierte, dass der Film, obwohl er eine Geschichte aus einseitiger Perspektive erzähle, dabei mit großer Bestimmtheit von „Wahrheit“ spreche. Daher biete der Film noch schlechtere Geschichte als Unterhaltung. Im Bonner General-Anzeiger hieß es, dass die Dokumentation das Leben und die Kultur der Ureinwohner verkläre, denn die Indianer erschienen darin stets „nur als Pazifisten, die sich den Weißen scheinbar kampflos unterwerfen“, und ihre problematische Situation in der Gegenwart bleibe unerwähnt.
Auch das Lexikon des Internationalen Films wies in seiner Kritik darauf hin, dass die Perspektive, aus der die Dokumentarreihe die Geschichte betrachte, parteilich sei. Es scheine, so das Lexikon, „in der Logik derartiger Unternehmen zu liegen“, dass diese Perspektive „allzu gern und oft zu Superlativen“ greife. Brisanz und Qualität der Episoden seien unterschiedlich, insgesamt vermittele die Serie aber durchaus neue Erkenntnisse zu einer Geschichte, die in Amerika „noch längst nicht abgeschlossen oder ‚bewältigt‘“ sei.
Das Werk wurde 1995 je einmal für einen Artios Award und einen Television Critics Association Award nominiert.

## Verwandte Publikationen

### Sachbuch
Unter dem Titel 500 Nations erschien auch ein Sachbuch, das mit auf den Recherchen für den Dokumentarfilm basiert und von dem Historiker Alvin M. Josephy verfasst wurde.
Ausgaben:
- Englisch: 500 Nations – An Illustrated History of North American Indians, Hutchinson 1995, ISBN 978-0091791483
- Deutsch: 500 Nations – Die illustrierte Geschichte der Indianer Nordamerikas, Frederking & Thaler, München 1996, ISBN 978-3-89405-356-7

### Interaktive CD-ROM
Basierend auf dem Dokumentarfilm und dem Sachbuch entstand auch eine interaktive Software, die Microsoft Home 1995 unter dem Titel 500 Nations – Stories of the North American Indian Experience veröffentlichte. Sie erschien auf CD-ROM für die Betriebssysteme MS-DOS (mind. 3.1) und Microsoft Windows (mind. 3.1). Der Nutzer hat damit die Möglichkeit, die Geschichte der Indianer multimedial kennenzulernen.

### Soundtrack
Der von Peter Buffett stammende Soundtrack zur Dokumentarfilmserie erschien 1995 beim Label Sony unter dem Titel 500 Nations – A Musical Journey.